# Гропарело
Гропарело (итал. Gropparello) је насеље у Италији у округу Пјаченца, региону Емилија-Ромања.
Према процени из 2011. у насељу је живело 769 становника. Насеље се налази на надморској висини од 396 м.

## Становништво
| 1951. | 1961. | 1971. | 1981. | 1991. | 2001. | 2011. |
| ----- | ----- | ----- | ----- | ----- | ----- | ----- |
| 5.940 | 4.757 | 3.348 | 3.038 | 2.642 | 2.369 | 2.324 |